# Sofia Andres
Sofia Louise Alejandre Andres (Manila, 24 de agosto de 1998) es una actriz y modelo filipina. Después de aparecer en varios comerciales de televisión cuando era niña, apareció por primera vez como actriz a los 14 años en la exitosa serie Princess and I. Desde entonces, ha ganado elogios tanto de la crítica como del público por sus actuaciones en una serie de películas y series de televisión exitosas como: She's Dating the Gangster (2014), Bagani (2018), Pusong Ligaw (2017) y Relaks, It's Just Pag-ibig (2014).
Con una carrera que abarca más de una década, Andres ha ganado varios galardones prestigiosos, incluido un premio FAMAS, un premio Box Office Entertainment Award y dos premios PMPC Star Awards for Movies. Tatler la reconoció notablemente como una de las personalidades filipinas más elegantes de Asia. También fue invitada como presentadora en los Web TV Asia Awards 2016 en el Centro Internacional de Exposiciones de Corea (KINTEX) en Seúl, Corea del Sur. En 2022 fue elegida como embajadora de la marca de cuidado personal Sooper Beaute.

## Filmografía

### Cine
| Año  | Título                        | Director                                   | Papel         | Nota  |
| ---- | ----------------------------- | ------------------------------------------ | ------------- | ----- |
| 2013 | She's the One                 | Mae Cruz-Alviar                            | Claire        | [ 5 ] |
| 2014 | She's Dating the Gangster     | Cathy Garcia-Sampana                       | Abigail       |       |
| 2014 | Relaks, It's Just Pag-ibig    | Ver listaAntoinette Jadaone Irene Villamor | Sari          |       |
| 2015 | #WalangForever                | Dan Villegas                               | Mimi          | [ 6 ] |
| 2016 | Dukot                         | Paul Soriano                               | Nicole        | [ 7 ] |
| 2017 | My Ex and Whys                | Cathy Garcia-Sampana                       | Lady Customer |       |
| 2017 | Pwera usog                    | Jason Paul Laxamana                        | Jean          |       |
| 2017 | Our Mighty Yaya               | Jose Javier Reyes                          | Maria Sevilla |       |
| 2017 | Bloody Crayons                | Topel Lee                                  | Marie Ragma   |       |
| 2018 | Mama's Girl                   | Connie Macatuno                            | Abby Eduque   |       |
| 2018 | Kahit Ayaw Mo Na              | Bona Fajardo                               | Trixie        |       |
| 2018 | DOTGA: Da One That Ghost Away | Tony Y. Reyes                              | Joven Coqui   |       |
| 2019 | Open                          | Andoy Ranay                                | Angie         | [ 8 ] |

### Televisión
| Año       | Título                       | Papel                                                     | Nota          |
| --------- | ---------------------------- | --------------------------------------------------------- | ------------- |
| 2012-2013 | Princess and I               | Dindi Maghirang                                           | 210 episodios |
| 2013-2018 | Maalaala mo kaya             | Ver listaAngel Sandra Roselle Aika Joy Ylette Joven Tessa | 10 episodios  |
| 2014-2015 | Forevermore                  | Kate Saavedra                                             | Serie         |
| 2015      | Luv U                        | Bea Tipol                                                 | 1 episodio    |
| 2015-2019 | Ipaglaban mo                 | Ver listaJessica Serafin Maxine Castillo                  | 2 episodios   |
| 2015-2019 | Wansapanataym                | Ver listaRachel Carla                                     | 14 episodios  |
| 2017-2018 | Pusong Ligaw                 | Vida                                                      | 188 episodios |
| 2018      | Bagani                       | Mayari                                                    | 7 episodios   |
| 2020-2021 | La vida Lena                 | Rachel Suarez-Villarica                                   | 10 episodios  |
| 2022-2023 | The Iron Heart               | Nyx Bonifacio                                             | 174 episodios |
| 2023      | Jack & Jill sa Diamond Hills | Ver listaErnalyn Anne                                     | 1 episodio    |

### Vídeos musicales
| Año  | Canción                 | Artista                               | Nota   |
| ---- | ----------------------- | ------------------------------------- | ------ |
| 2012 | «Kung Ako Na Lang Sana» | Khalil Ramos                          | [ 9 ]  |
| 2014 | «Till I Met You»        | Angeline Quinto                       | [ 10 ] |
| 2014 | «Buko»                  | Ver listaIñigo Pascual Julian Estrada | [ 11 ] |

## Premios y nominaciones
| Año  | Premio                                | Categoría                         | Nominada por               | Resultado |
| ---- | ------------------------------------- | --------------------------------- | -------------------------- | --------- |
| 2014 | Star Cinema Online Awards             | Actriz más prometedora            | She's Dating the Gangster  | Nominada  |
| 2015 | PMPC Star Awards for Movies           | Estrella femenina de la noche     |                            | Ganadora  |
| 2015 | PMPC Star Awards for Movies           | Actriz de cine revelación del año | Relaks, It's Just Pag-Ibig | Ganadora  |
| 2015 | GMMSF Box-Office Entertainment Awards | Loveteam más prometedor           | Relaks, It's Just Pag-Ibig | Ganadora  |
| 2015 | FAMAS Awards                          | Premio a la excelencia juvenil    |                            | Ganadora  |
| 2015 | PMPC Star Awards for Television       | Mejor actriz de reparto en drama  | Forevermore                | Nominada  |